# Rob Minkoff
Robert R. «Rob» Minkoff (Palo Alto, California; 11 de agosto de 1962) es un cineasta estadounidense, egresado del Instituto de las Artes de California. Es conocido por ser el director de El rey león, película animada ganadora de dos premios Óscar y la saga de Stuart Little.

## Filmografía

### Director
- 1989: Tummy Trouble
- 1990: Roller Coaster Rabbit
- 1994: El Rey León
- 1999: Stuart Little[3]
- 2002: Stuart Little 2[3]
- 2003: The Haunted Mansion
- 2008: El reino prohibido
- 2011: Flypaper
- 2014: Las aventuras de Peabody y Sherman[4]
- 2022: Paws of Fury: The Legend of Hank

### Productor
- 1993: Trail Mix-Up
- 2017: Blazing Samurai

### Animador
- 1985: The Black Cauldron
- 1986: The Great Mouse Detective
- 1987: Sport Goofy in Soccermania
- 1987: La tostadora valiente
- 1989: La sirenita